# BRAWA

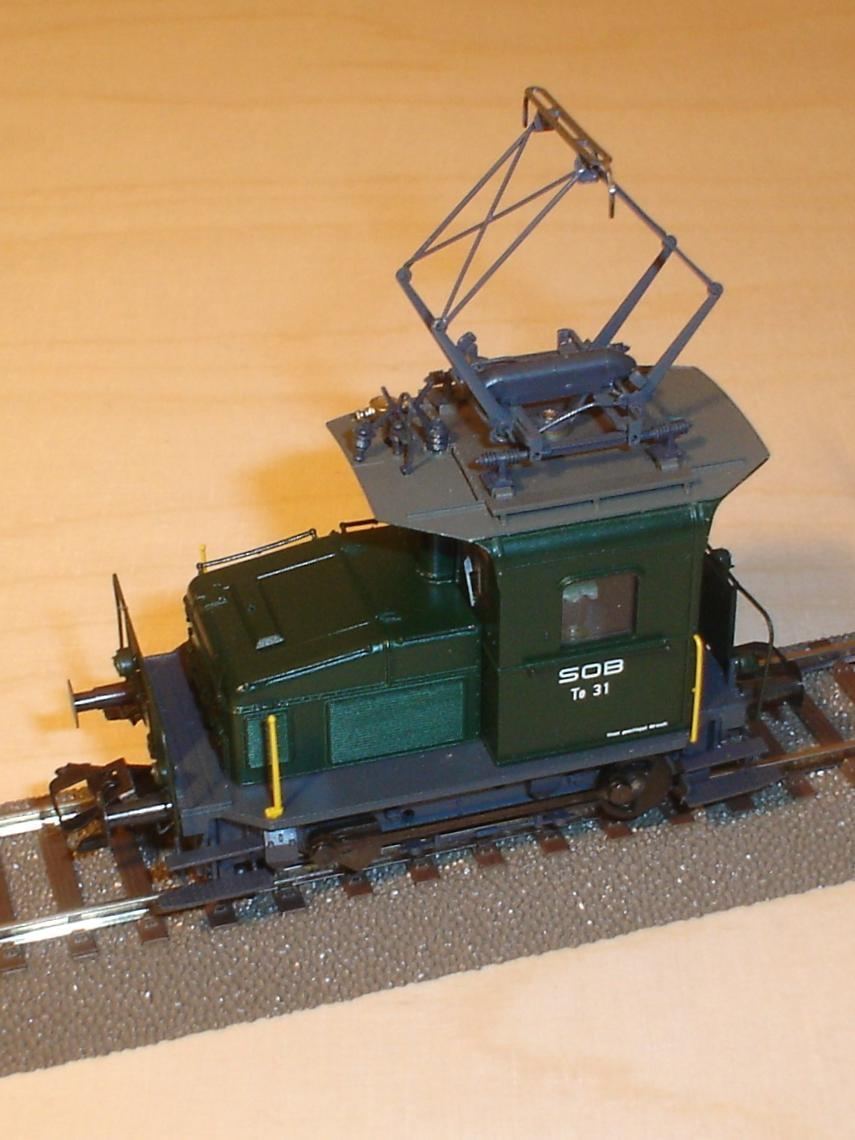
スイス南東鉄道の
Te 2/2電気機関車

BRAWAは、ドイツの鉄道模型メーカーである。

## 概要
ドイツ南部のバーデン＝ヴュルテンベルク州(Baden-Württemberg ) レムスハルデン (Remshalden ) にある鉄道模型メーカーである。
1948年に始まり、HOゲージ、TTゲージ、Nゲージなどの車両や、街灯などのアクセサリー類を製造している。また、子会社では音響機器用のケーブルも製造している。
日本では「ブラバ」「ブラワ」「ブラヴァ」などと呼称される。2009年2月時点で、社員数60名、社長はギュンター・ブラウン (Günter Braun ) である。

## 歴史・沿革
1948年西ドイツ南部ヴュルテンベルク州 (Württemberg ) ヴァイブリンゲン (Waiblingen ) のアルツール・ブラウン (Artur Braun ) が、鉄道玩具メーカーのアルフレッド・レーマン遊具社 (Präzix-Erzeugnisse Alfred Löhmann & Co. ) を買収し、同社の模型の製造を引き継いだ。
1949年にレーマン社が倒産し、ヨーロッパ技術玩具 有限責任会社 (Europa Technische Spielwaren GmbH ) となった。レーマン社で技術者をしていたギュンター・エーハイム (Gunther Eheim ) が架線集電式のトロリーバスを開発し成功をおさめ、売り上げは好調であったが、1951年にヨーロッパ社は倒産した。同年、ブラウンはニコラウス玩具社 (Nikolaus-Spielwarenvertrieb ) を設立した。
1950年代は、ヨーロッパ社とレーマン社が製造していたHOゲージやTTゲージをニコラウス社の下で販売した。エーハイムは1955年にエスリンガー電気玩具社 (Esslinger Elektrospielwaren ) を設立し、独立した。
1963年にニコラウス社を引き継ぐ形で、「Braun Waiblingen」から社名を採り、ブラバ・アルツール・ブラウン模型玩具製造 有限責任会社 (BRAWA Artur Braun Modellspielwarenfabrik GmbH ) が設立された。当時はトロリーバス、ケーブルカー、ロープウェイなどのストラクチャー・アクセサリー類を製造していた。
1970年には鉄道模型用の信号機の製造を開始した。従来の工場では手狭になったためレムスハルデンの新工場に移転し、1971年にはエーハイムから模型部門を引き継いだ(模型部門を分離したエーハイムは観賞魚用品専業となって今に至る)。1972年に音響機器用ケーブルのメーカーとして、ブラウンケーブル 有限責任会社 (Braunkabel GmbH ) を設立した。1982年より鉄道模型用の街灯の製造を開始した。
1980年代よりHOゲージの小型機関車を製品化してきたが、1990年代以降、HOゲージ・Nゲージの鉄道車両を本格的に製品化しはじめた。HOゲージ・Nゲージのほか、OゲージやIImゲージ、TTゲージなども製造している。1996年には音響機器用ケーブルメーカーのインアクースティック合資会社 (In-akustik GmbH & Co. KG ) の業務を引き継いだ。

## 製品
IImゲージ、HOゲージ、TTゲージ、Nゲージの車両や街灯、信号機などのアクセサリー類を製品化している。
ロープウェイやケーブルカーにおいては同社製品が市場のかなりの割合を占めている。